# Kataja (île)
Pour les articles homonymes, voir Kataja.
Kataja, en finnois Inakari, est une petite île inhabitée du nord du golfe de Botnie séparée par la frontière entre la Finlande et la Suède. Cette frontière, à l'origine maritime, est devenue terrestre sous l'effet du rebond isostatique qui affecte l'ensemble de la Scandinavie, faisant de Kataja l'une des plus petites îles au monde traversées par une frontière internationale.

## Géographie
Kataja est située en Fennoscandie, dans le Nord de la Suède et de la Finlande. Baignée par les eaux de la mer Baltique, elle se trouve au fond du golfe de Botnie. Elle constitue le point le plus oriental de la Suède. L'île se trouve au sud de Haparanda en Suède et Tornio en Finlande, à environ quinze kilomètres de l'embouchure du Torne. Sa superficie est de 0,71 km2 pour environ deux kilomètres de longueur et 200 à 500 mètres de largeur. Elle est recouverte de forêt boréale composée notamment de conifères.
Administrativement, elle fait partie de la commune suédoise de Haparanda du comté de Norrbotten et de la commune finlandaise de Tornio dans la région de Laponie. La frontière internationale sépare l'île en deux parties inégales, la Suède administrant la majeure partie dans sa partie occidentale tandis que la partie finlandaise n'est constituée que de l'extrémité de la péninsule d'Inakari, dans le Sud-Est de l'île. Kataja est ainsi l'une des plus petites îles au monde traversées par une frontière internationale. Dans sa partie finlandaise, Kataja est incluse dans le parc national de Perämeri.

## Histoire
Kataja est actuellement traversée par la frontière entre la Finlande et la Suède. Cette frontière internationale est établie en 1809 par le traité de Fredrikshamn qui met fin à la guerre de Finlande entre la Suède et l'Empire russe, le grand-duché de Finlande faisant à l'époque partie de la Russie tsariste. À cette période, la frontière était une frontière maritime qui passait dans la mer Baltique, entre deux îles, la plus grande suédoise appelée Kataja et la plus petite russe appelée Inakari.
Depuis, l'île de Kataja s'est agrandie en se reliant à l'île d'Inakari, cette ancienne île constituant ainsi une péninsule de Kataja. Cette modification topographique est le fait du rebond isostatique qui a soulevé peu à peu les fonds marins entre les deux îles, transformant la frontière maritime en une frontière terrestre,,,. La plus grande partie de Kataja est ainsi suédoise, à l'ouest, tandis que l'extrémité de la péninsule d'Inakari est finlandaise. En 1917, la frontière garde son caractère international mais délimite désormais la Suède de la Finlande avec l'indépendance du grand-duché de Finlande qui devient la République de Finlande.